# 一番町 (仙台市)
一番町（いちばんちょう）は、宮城県仙台市青葉区の町丁。郵便番号は980-0811。住民基本台帳に基づく人口は4,242人、世帯数は2,554世帯（2025年4月1日現在）。現行行政地名は一番町一丁目から一番町四丁目であり、全域で住居表示を実施している。旧仙台市一番丁。
東一番丁通（Google マップ）沿いにある町名、またはそこに存在する商店街のことである。仙台市都心部に位置し、仙台駅周辺とともに同市を代表する商業地のひとつとなっている。
南から北へ一番町一丁目から四丁目と並んでおり、二丁目から四丁目にはアーケードがある。一丁目は東北大学の片平キャンパスに隣接し、かつては学生街ともなっていた。

## 歴史
現在の一番町は、かつての東一番丁を起源としている。区域内を南北に走る一番町通が、かつての東一番丁である。

### 江戸期
東一番丁は江戸時代には中級以下の家臣が住む侍町であった。武士は商業に携わることが禁じられていたから、当時の東一番丁に商店がおかれることはありえなかった。寛文年間頃（17世紀中頃）、東一番丁と玉沢横丁（現広瀬通）との北西角に糠藁の倉があったため、現在の一番町四丁目商店街の辺りは糠倉丁とも呼ばれた。

### 明治維新以降
1869年1月19日（明治元年12月7日）、明治維新の際の　戊辰戦争で敗れた奥羽越列藩同盟諸藩(東日本政府)に対する処分が行われると、奥羽越列藩同盟の結成を主導し中心勢力として戦った　東北地方の最大の藩(全国での石高(表面的な石高である表高)は加賀藩(前田氏)・薩摩藩(島津氏)に次ぐ全国第三位、実際の石高である実高は火山灰による不毛なシラスの地,薩摩藩を遥に上回る全国第二位)仙台藩(伊達氏)は、日本全国の諸藩の中で最も多い石高を失い、大量の武士が生活に困窮した(士族の没落)。そのため仙台藩の武士たちは、在地での帰農や、北海道に移住しての北海道の開拓を行った。これが全国の諸藩の中で最大の規模を誇る仙台藩の北海道開拓である。さらに、1871年（明治4年）に廃藩置県、1873年（明治6年）に徴兵制、1876年（明治9年）に廃刀令および秩禄処分と、藩士を支える組織・特権・経済基盤が次々と剥奪された。こうした世情にあって、仙台藩の家臣だった山家豊三郎は、玉沢横丁・東一番丁（現・広瀬通一番町）辺りにあった自邸内に数十戸を建てて「山家横丁」と称し、藩士たちに商売をさせた（士族の商売）。以後、東一番丁沿いには、芝居小屋、映画館、寄席、喫茶店、芸妓置屋、露店などが立ち並ぶようになり、藩政時代以来の商業中心地だった国分町の裏町、新興の商店街として賑わうようになった。東一番丁は商業分野における士族授産の場でもあった。
1887年（明治20年）、東北本線が塩竈まで開通し、仙台駅は東六番丁の西側に置かれ、国分町や東一番丁と仙台駅とをつなぐ大町・新伝馬町・名掛丁（名懸丁。なかけちょう）も商業地となっていった。また、1887年（明治20年）には、東一番丁の南端に旧制二高（現東北大学片平キャンパス）が出来ると、大正時代にかけて学生街としても発展した。1926年（大正15年）から2年の内に仙台市電循環線が全線開通し、南町通東一番丁と定禅寺通東一番丁の南と北の各々に電停が設置された。1927年（昭和2年）には「仙台プール」が仙台初のプールとして開業したが、早々に廃業した。
1932年（昭和7年）、大町・東一番丁の藤崎が呉服屋から百貨店となった。1933年（昭和8年）には、東一番丁北端近くに仙都ビル（地上5階、地下1階）が完成し、仙台三越が入居した。これ以降、2つの百貨店を繋ぐ東一番丁が、国分町に取って代わって仙台の商業の中心地となっていった。

### 戦後
| 丁目  | 卸売           | 小売          |
| 1丁目 | 3340億4001万円 | 085億0022万円 |
| 2丁目 | 2481億2235万円 | 075億6638万円 |
| 3丁目 | 1471億6931万円 | 783億6102万円 |
| 4丁目 | 2143億3876万円 | 638億5818万円 |

1970年（昭和45年）2月1日に住居表示導入にともなって町名が「通り」沿いから、通りに囲まれた「ブロックごと」に変更されることになり、東一番丁周辺の商業地ブロックは「一番町」と名付けられた。これにより、江戸時代の侍町の名残りである「丁」は、町人町を示す「町」に書き換えられ、名実ともに商業の町となった。現在は、住所の表示や街の名前としては「一番町」、通りの名前としては「東一番丁通」と、「町」と「丁」とを正式には使い分けされているが、「田」が付いているかいないかの微妙な違いでもあり、誤用も一般化しつつある。
1954年（昭和29年）に初代のアーケードが完成し、1970年（昭和45年）には歩道部分がカラー舗装化された。この頃の東一番丁通は自動車の通行が可能であったが、土曜日と日曜日に歩行者天国化が実施されるようになった。1972年（昭和47年）には全面的に歩行者天国が実施され、1979年（昭和54年）には自転車を含む車両の進入規制がしかれて歩行者専用道路化し、買物公園としてアーケードの改装、街路樹やストリートファニチュアなどが設置された。1993年（平成5年）には当時としては日本一の高さを誇る全天候型高層アーケード「ぶらんどーむ一番町」がオープンした。
1990年代末にはストリートミュージシャンが増加し、演奏を聴きに来る人たちで夜間の人通りも増加したが、騒音問題化して排除され、現在ではミュージシャンも客も非常に少ない。
2010年代に入ると、風俗営業や居酒屋等の客引き行為等が盛んになったため、仙台市は、2022年に客引き行為の禁止を盛り込んだ条例を制定した。
また、宮城県は2023年に暴力団の活動を抑え込むこと等を目的として、暴力団排除条例を改正し、一番町1-4丁目を暴力団排除特別強化地域に指定。みかじめ料の支払いや用心棒の供与等について、店側および暴力団側双方に罰則規定を設けた。

## 街区
江戸時代の東一番丁通は仙台の街を南北に貫いていたが、道の北側に仙台市役所、南側に東北大学片平キャンパスが出来たため、南北両端がT字路で終わる形に変化した。現在の東一番丁通は、大きく4つの街区に分かれており、その内3つが歩行者天国化されたアーケード商店街となっている。アーケード街となっている部分が、一般に市民から商店街としての「一番町」であると認識されている。商店街の「一番町」は、北は定禅寺通から南は南町通までとなっている。どの地区も8月の仙台七夕祭りの際には中央通と共に豪華な竹飾りが設置され、毎年100万人前後の観光客が訪れる。春には「仙台青葉まつり」にてすずめ踊りが行われる。年末になると一番町のアーケードに大きな鳥居が建てられ、正月には盛大に仙台初売りが行われる。
東一番丁通の北端真正面に建っている仙台市役所の上部には、大きな電光デジタル表示の時計があり、一番町四丁目買物公園から眺められるため、一番町四丁目の風景の1つになっている。また、東一番丁通の南側の延長線上には大年寺山があり、その頂上にはテレビ塔がある。夜になるとテレビ塔はライトアップされ、サンモール一番町から真正面に眺められる。
東一番丁通は南北に通る道であるため、アーケードの昼間採光は自然光がメインとなっており、開放的な雰囲気がある。一方、中央通は、東西方向の道であり、かつ、東一番丁通に比べ道幅が狭いため、自然採光が比較的弱く、昼間でも人工の照明に頼っており、屋内空間的な雰囲気となっている。仙台の中心部アーケード街は、商店街（街区）ごとにアーケードの形や雰囲気が大きく違う。

### 面積と人口
| 丁目        | 面積     | 2008年4月 | 2013年10月 | 2017年4月 | 2022年1月 | 2024年1月 |
| 一番町1丁目 | 0.166km2 | 1,195人   | 2,035人    | 2,151人   | 2,470人   | 2,600人   |
| 一番町2丁目 | 0.100km2 | 368人     | 519人      | 1,080人   | 1,215人   | 1,206人   |
| 一番町3丁目 | 0.090km2 | 85人      | 69人       | 60人      | 45人      | 43人      |
| 一番町4丁目 | 0.090km2 | 118人     | 99人       | 78人      | 67人      | 66人      |
| 計          | 0.446km2 | 1,766人   | 2,722人    | 3,369人   | 3,797人   | 3,915人   |

### 世帯数
2024年（令和6年）1月1日現在の世帯数と人口は以下の通りである。
| 丁目        | 世帯数    |
| ----------- | --------- |
| 一番町1丁目 | 1,534世帯 |
| 一番町2丁目 | 757世帯   |
| 一番町3丁目 | 20世帯    |
| 一番町4丁目 | 41世帯    |
| 計          | 2,352世帯 |

### 一番町四丁目買物公園
仙台市都心部での屋外イベントの中心地である勾当台公園や定禅寺通と、高速バスのバス停がある広瀬通との間にあるアーケード街で、デパートの仙台三越（本館および定禅寺通館）などがある。仙台三越本館前では他の街区と共同の都市イベントの他に、小規模な街角イベントも行われる。
市内の他のアーケード街とは違い、道の両脇にのみアーケードがかかり、晴れた日には太陽光が直に差し込み、青空を望める明るい雰囲気となる。降雨時の開口部からの横雨の入りを少なくするため、アーケードの高さは「1階分+看板分」程度の高さになっており、他のアーケード街と比べると低い。この街区と交差する定禅寺通の西洋風煉瓦造りの中央緑地帯の雰囲気にあわせ、旧車道部の舗装は石畳、旧歩道部は煉瓦風カラー舗装となっている。冬季には、旧車道の開口部に豆電球のイルミネーション装飾をいくつも渡し、日没後は北欧の街路のような雰囲気となる。
特にこの街区には、一番町の中では比較的老舗の地元商店が多く残っていたため、バブル景気以後のデフレ経済・郊外型大規模小売店の攻勢により打撃を受け、地元商店が廃業してしまう傾向がある。あるものは、土地を貸し出したり、新規店舗の大家となったり、または業態変化をしたりして、時代の趨勢に合わせる動きが見られる。
1982年（昭和57年）から2003年（平成15年）7月まで、「水時計」と呼ばれる、落水で動くからくり時計が街区の南東端に設置されていた。

#### 特徴
この街区は歓楽街である国分町と並走しており、横道に飲食店が多く、国分町での飲み会の待ち合わせ場所としても使われる。また、官民のライブハウスや演劇スペースの多くがこの街区に集中している他、広瀬通・一番町交差点近くに学都仙台サテライトキャンパスが開設されており、仙台都市圏にある大学の共有キャンパスとして、また、単位互換科目および市民大学開放講座として利用されている。加えて、141の地下に仙台市地下鉄南北線の勾当台公園駅が直結していたり、高速バスの広瀬通一番町バス停が隣接しているなど交通の便がよい。このため、他の街区と比べて、夕方以降に急激に若者の数が増え、早朝まで人通りがある。このような特徴のため、物販のみならず、飲食店の他、ボウリング場、ゲームセンター等のアミューズメント系店舗も多く見られる。また、一番町三丁目よりも若者向けなブランドショップの新規開店の例も見られる。

### 一番町一番街商店街「ぶらんど〜む一番町」
一番町三丁目にあるアーケード街である。一番町の中心部に位置し、広瀬通から入ると、仙台フォーラス、ベルモーズビル（ベルモーズイーストビルには、かつて新生銀行仙台フィナンシャルセンターが所在した）、DATEONEビルなどが並んでいる。この街区は、1980年代後半以降、フォーラス8階にタワーレコード、ベルモーズビル1階（路面店方式）にHMVができるなど、仙台でのいわゆる渋谷系文化（ファッション・音楽）の中心地の様相を呈し、一番町の中では若者に人気のある街区となった。
1993年（平成5年）、高さ19.5mの高層アーケードに建て替えられた。この新アーケードは、旧車道部の上を覆う中央ドーム部が5階建て程度、両脇の旧歩道部の上が4階建て程度の高さになっており、ミラノのヴィットーリオ・エマヌエーレ2世のガッレリアを模した規模になっている。仙台市中心部の他のアーケード街の場合、中央部3階建て程度、両脇2階建て程度であることから、この街区のアーケードの高さが際立っている。この高層アーケードにより、「ぶらんどーむ一番町」は巨大な屋内空間のような雰囲気を持つようになった。歩行者から見ると、通りに面したビルの壁面部分が、他のアーケードでは2階分であるのに対し、ぶらんどーむでは4階分あるため、それぞれの店舗のデザインをより自由に表現することが出来、ブランドショップなどでは存在感のある店構えを構築して、高級感を演出することができるようになった。このような変化を与えた高層アーケード化は、完成から10年余経った現在、この街区の「ブランド街化」に寄与している。また、一番町三丁目の横道や裏道には、ブランドショップやセレクトショップも連なる。
一番町三丁目地区は、地下鉄駅に直結していないものの、東北地方各都市からの高速バスの「広瀬通一番町」停留所が隣接してあるため、仙台駅西口一帯と並んで他県からの集客力があり、活気がある（ぶらんどーむとマーブルロードは、イベントのない平日で約5万人/日の通行量）。

#### 一番町三丁目のブランド街化
「ぶらんどーむ一番町」の南端は十字路になっており、東行きは「中央通」（「マーブルロードおおまち」）、南行きは「サンモール一番町」、西行きはビジネス街の大町となっている。この十字路は「一番町アーケード大町広場」と呼ばれる。
大町広場には、デパートの藤崎が3つの角を占拠するように存在している。以前はデパート内に入らないとどんなブランドショップが入っているか分からない状態だったが、藤崎本館の1階化粧品売り場は改装され、バッグやアクセサリー等をメインにしたブルガリ、ルイ・ヴィトン、カルティエ、エルメス、フェンディ、ロエベが入り、「店内1階高級ブランド街」化を行った。同様に向かいの大町館でもケイト・スペード等を入れて「店内1階ブランド街」を構築し、一番町館の1階では「路面店方式」でグッチ、ボッテガ・ヴェネタ、セリーヌが入った。このような藤崎の戦略により、アーケード街と同じ高さに、広大な「高級ブランド街」が出現することになった。この傾向は藤崎周辺、特にぶらんどーむ沿いにも波及し、INDIVI、コム・サ・ストア、コーチ等、路面店型のブランドショップが次々と開店し、2005年（平成17年）12月には、日本国内6店舗目となるApple Storeも開店したが2018年(平成30年)10月に閉店した。
このように、一番町三丁目のブロックは「ぶらんどーむ一番町」を中心に、3つのアーケード街で、特に海外ブランドを中心とした「ブランド街化」が進んでいる。また、ファッションビルの開発も続いており、2005年（平成17年）2月にオープンした「kurax」にはアメリカのGAPが核店舗として入り、2006年（平成18年）3月17日にオープンした「一番町ステア」には、国内4店舗目のプーマストアやスペインの衣料品ブランドザラが出店するなど、カジュアル系海外ブランドの出店も続いている。
藤崎も、マーブルロードおおまち側に隣接するビルを賃貸・改装し、2006年（平成18年）秋にブルックス・ブラザーズを出店。また、隣接している青葉通一番町角にあった個人商店を買収して、3階建の建物を新築し、2007年（平成19年）3月にルイ・ヴィトンを藤崎本館から大幅増床して移転させた。さらに、同年9月には、リビング館の1階・地下1階を改装して高級ブランド（ブルガリ、クリスチャン・ディオール、トッズ、アニエス・ベーなど）に入れ替えるなど、店舗前の通行人の視野に入る形の路面店型「ブランド街」に加え、深度を拡張する政策も採っている。

### サンモール一番町商店街

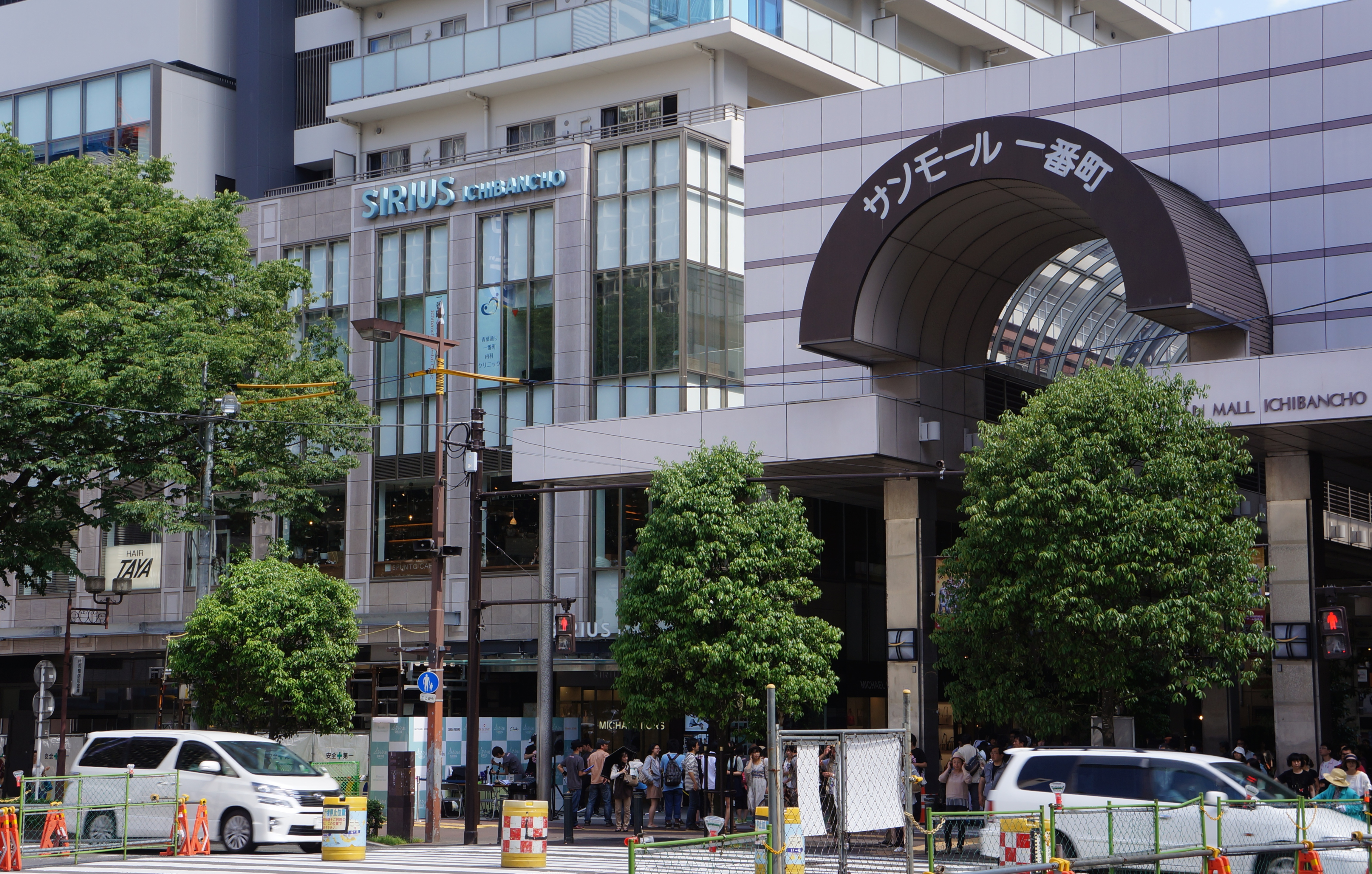
サンモール一番町（2014年）

一番町二丁目、および三丁目の一部に跨り、中央通から南町通までむかうアーケード街。現在のアーケードは1986年（昭和61年）に設置された高さ13.7mのもので、当時は日本で最も高さのあるアーケードであった。天井付近に仕掛け時計が設置されており、時間になると人形が動く。「文化横丁」や「壱弐参（いろは）横丁」などの横丁がある。
この街区は、東北大学片平キャンパスに接し、学生街としての店舗構成もみられた。しかし、片平キャンパスから教養部やサークル棟が川内キャンパスに移り、片平には東北大学本部と研究所しか残っていないため、街を歩く学生の数が減少し、映画館、大規模書店、大規模スポーツ用品店などが廃業、または移転した。このような経緯により、他の街区と比べて通行人は少ない（イベントのない平日で約2万人/日の通行量）。現在、宮城大学の学生らによる街の再活性化プロジェクトなどが試みられている。
一方、この街区の東一番丁通に面した従来からの小売店が苦戦する中、戦後から続く横丁の方は活気が戻ってきている。横丁は、高度成長期前の独特な雰囲気を残しており、一番町にありながら店舗規模が小さく開店資金が格安であるため、若者などの新規参入が活発になっている。そのため、仙台の若者の「横丁回帰現象」の中心地となっている。ここの横丁は、いわゆるデフレ経済の恩恵を受けた側となっているとされる。
2005年（平成17年）2月25日、青葉通との角に、三菱地所が開発した商業ビル「kurax」が開店。2015年に開業した仙台市地下鉄東西線の青葉通一番町駅は、この「サンモール一番町商店街」と青葉通との交差点地下に設置されている。
なお、類似名称の中心部アーケードとして、北海道小樽市の「サンモール一番街」がある。

### 旧学生街地区
一番町一丁目に当たる地区である。南町通の南側の「サンモール一番町商店街」に続く東一番丁通は、東北大学の門前にあって、学生街としての店舗構成が色濃かった地区である。現在、古本屋や学生向けの飲食店などが数軒残っているが、駐車場になったところもある。この街区にアーケードはなく、歩行者専用道路でもない。一般にこの街区は商店街としての一番町には含まれないが、一番町二丁目と同様、出店コストの低さから若者向けのファッション関連店舗が裏道を含めて増加しており、地域限定ファッション雑誌である「COLOR」に紹介される例がみられる。
この街区には東北工業大学一番町ロビーがあり、さらに南に行くと東北大学片平キャンパスに突き当たる。キャンパス内には東一番丁通りに続いて道があり、東北大学を抜けると東北学院大学土樋キャンパスに到る。

## 店外飲食
マーケティングでいうFT(Female Teenager)層は、客単価が低いが街と食を結び付け、原宿のクレープ、難波のたこ焼きなど、歩きながら食べられる店外飲食（テイクアウト）型の安価なグルメをしている。現在の一番町では、三丁目（ぶらんどーむ一番町）のお茶屋の「抹茶ソフトクリーム」がこれにあたる。以前は、四丁目ではクレープやハーゲンダッツアイス、三丁目ではササニシキソフトクリームやベルギーワッフルなども各店から販売されていたが、現在は「抹茶ソフト」のみである。なお、中央通では新伝馬町（しんてんまち、クリスロード）の笹かまぼこ屋の「ひょうたん揚げ」、仙台駅では「ずんだシェイク」が現在も販売され、行列が出来るときもある。

## 小・中学校の学区
小・中学校の学区は以下の通りとなる。
| 町丁         | 字・番地                 | 小学校         | 中学校     |
| ------------ | ------------------------ | -------------- | ---------- |
| 一番町一丁目 | 3番地～4番地             | 片平丁小学校   | 五橋中学校 |
| 一番町一丁目 | 5番地8号～5番地の終わり  | 片平丁小学校   | 五橋中学校 |
| 一番町一丁目 | 10番地～ 17番地          | 片平丁小学校   | 五橋中学校 |
| 一番町二丁目 | 5番地15号～5番地26号     | 片平丁小学校   | 五橋中学校 |
| 一番町二丁目 | 6番地16号～6番地25号     | 片平丁小学校   | 五橋中学校 |
| 一番町二丁目 | 7番地12号～7番地24号     | 片平丁小学校   | 五橋中学校 |
| 一番町二丁目 | 8番地～11番地            | 片平丁小学校   | 五橋中学校 |
| 一番町一丁目 | 1番地～2番地             | 東二番丁小学校 | 五橋中学校 |
| 一番町一丁目 | 5番地1号～5番地7号       | 東二番丁小学校 | 五橋中学校 |
| 一番町一丁目 | 6番地～9番地             | 東二番丁小学校 | 五橋中学校 |
| 一番町二丁目 | 1番地～5番地14号         | 東二番丁小学校 | 五橋中学校 |
| 一番町二丁目 | 5番地27号～6番地15号     | 東二番丁小学校 | 五橋中学校 |
| 一番町二丁目 | 6番地26号～7番地11号     | 東二番丁小学校 | 五橋中学校 |
| 一番町二丁目 | 7番地25号～7番地の終わり | 東二番丁小学校 | 五橋中学校 |
| 一番町三丁目 | 1番地～11番地            | 東二番丁小学校 | 五橋中学校 |
| 一番町四丁目 | 全域                     | 東二番丁小学校 | 五橋中学校 |

## 交通アクセス

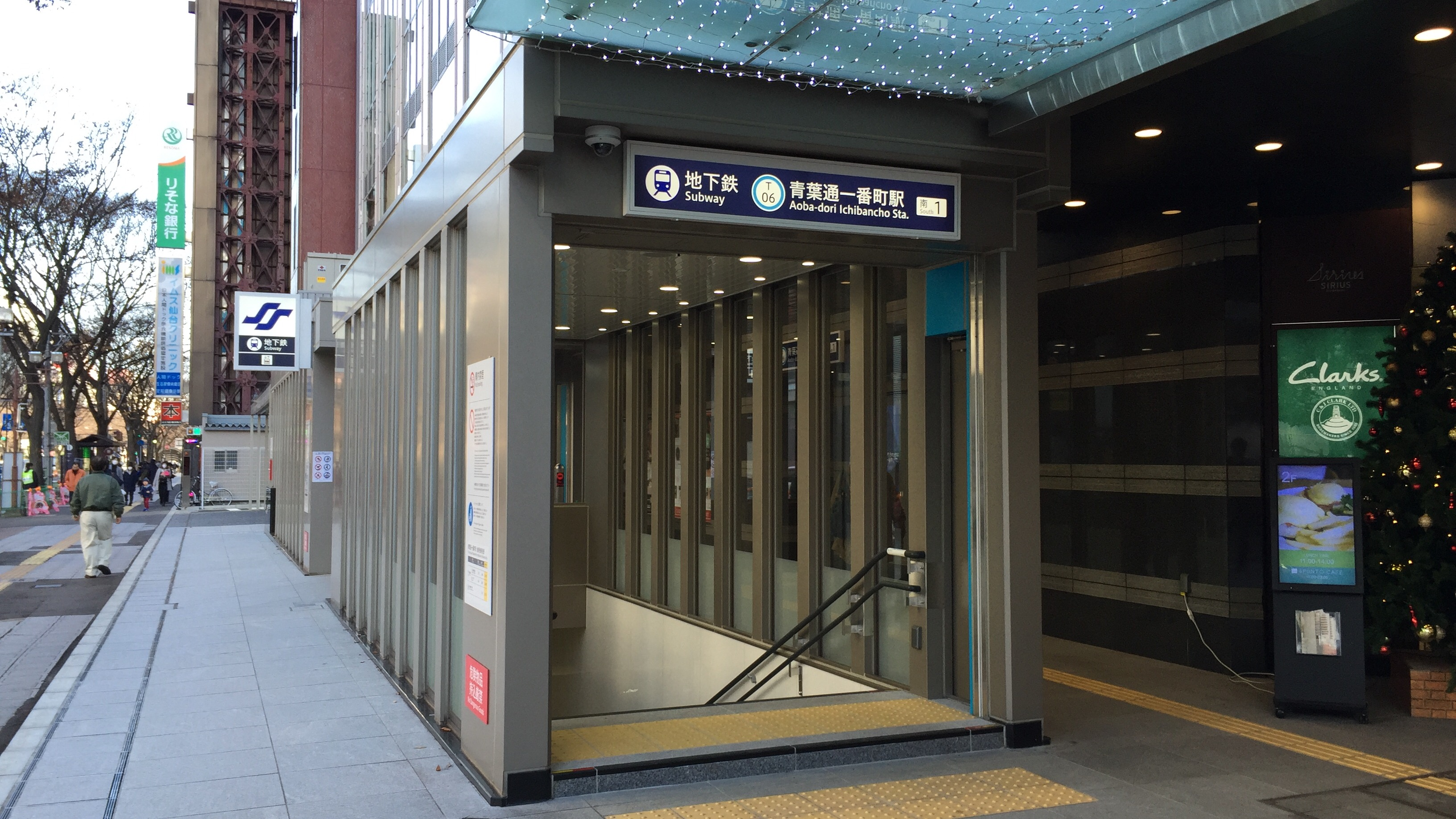
青葉通一番町駅（2015年）

仙台駅より徒歩の場合、中央通を経由して行くのが一般的であり、約20分ほどかかる。高速道路からは、東北道と直結する仙台西道路の立町トンネル口（広瀬通ランプ）からすぐ。付近の駐車場は1時間300円程度（30分毎または100円ごとで計算）。

### 公共交通機関
路線バス （仙台市営バス・宮城交通）
- 仙台駅・あおば通駅から
  - 定禅寺通経由交通局大学病院前行「定禅寺通市役所」下車 → 一番町四丁目買物公園
  - 広瀬通経由川内、折立方面行「広瀬通一番町」下車 → 一番町四丁目買物公園、ぶらんどーむ一番町
  - 八木山動物公園、工学部・宮教大方面行「青葉通一番町」下車 → サンモール一番町

仙台市地下鉄南北線
- 仙台駅から
  - 仙台市地下鉄東西線・4番線八木山動物公園駅行　「青葉通一番町駅」下車

高速バス
- 東北地方各都市から
  - 「広瀬通一番町」下車 → 一番町四丁目買物公園、ぶらんどーむ一番町
  - 「県庁市役所前」・「商工会議所前」（仙台三越に近い）・「電力ビル前」（中央通を歩いて一番町へ）からもアプローチ可。

## 交差する道路
| 交差する道路                                  | 交差する道路                                                                | 路線番号                 | 道路愛称     | その他             | 所在地       |
| 西方向                                        | 東方向                                                                      | 路線番号                 | 道路愛称     | その他             | 所在地       |
| --------------------------------------------- | --------------------------------------------------------------------------- | ------------------------ | ------------ | ------------------ | ------------ |
| 市道青葉1172号国分町三丁目1号線＜つなぎ横丁＞ |                                                                             |                          |              |                    |              |
| 市道青葉1171号定禅寺通線＜定禅寺通＞          | 市道青葉1171号定禅寺通線＜定禅寺通＞                                        | 市道青葉1157号東一番丁線 | 東一番丁通り |                    |              |
| 市道青葉1215号一番町国分町線                  | 市道青葉1215号一番町国分町線                                                | 市道青葉1157号東一番丁線 | 東一番丁通り | 一番町四丁目商店街 | 一番町四丁目 |
| 市道青葉1211号元鍛冶丁線                      | 市道青葉1302号区画街路南57号線                                              | 市道青葉1157号東一番丁線 | 東一番丁通り | 一番町四丁目商店街 | 一番町四丁目 |
|                                               | ＜東一市場＞                                                                | 市道青葉1157号東一番丁線 | 東一番丁通り | 一番町四丁目商店街 | 一番町四丁目 |
| 市道青葉1213号虎屋横丁線 ＜虎屋横丁＞         |                                                                             | 市道青葉1157号東一番丁線 | 東一番丁通り | 一番町四丁目商店街 | 一番町四丁目 |
|                                               | 市道青葉1214号森徳横丁線 ＜森徳横丁＞                                       | 市道青葉1157号東一番丁線 | 東一番丁通り | 一番町四丁目商店街 | 一番町四丁目 |
| 国道48号・市道青葉1170号広瀬通2号線＜広瀬通＞ |                                                                             | 市道青葉1157号東一番丁線 | 東一番丁通り |                    |              |
| 市道青葉1230号日出丁線                        | 市道青葉1231号区画街路南56号線                                              | 市道青葉1157号東一番丁線 | 東一番丁通り | ぶらんど～む一番町 | 一番町三丁目 |
| 市道青葉1229号一番町大町線＜さかゐ巷路＞      |                                                                             | 市道青葉1157号東一番丁線 | 東一番丁通り | ぶらんど～む一番町 | 一番町三丁目 |
| 市道青葉1168号青葉山線 ＜大町通り＞           | 市道青葉1168号青葉山線 ＜マーブルロードおおまち＞ ＜中央通り＞ ＜大町通り＞ | 市道青葉1157号東一番丁線 | 東一番丁通り |                    | 一番町三丁目 |
|                                               |                                                                             | 市道青葉1157号東一番丁線 | 東一番丁通り | サンモール一番町   | 一番町三丁目 |
| 市道青葉1166青葉通線＜青葉通＞                |                                                                             | 市道青葉1157号東一番丁線 | 東一番丁通り |                    |              |
|                                               | ＜文化横丁＞                                                                | 市道青葉1157号東一番丁線 | 東一番丁通り | サンモール一番町   | 一番町二丁目 |
| 市道青葉1286号区画街路南38号線                | 市道青葉1286号区画街路南38号線 ＜文化横丁＞                                 | 市道青葉1157号東一番丁線 | 東一番丁通り | サンモール一番町   | 一番町二丁目 |
|                                               | ＜壱弐参横丁＞                                                              | 市道青葉1157号東一番丁線 | 東一番丁通り | サンモール一番町   | 一番町二丁目 |
| ＜壱弐参横丁＞                                |                                                                             | 市道青葉1157号東一番丁線 | 東一番丁通り | サンモール一番町   | 一番町二丁目 |
| 市道青葉1165号南町通1号線＜南町通＞           |                                                                             | 市道青葉1157号東一番丁線 | 東一番丁通り |                    |              |
| 市道青葉1238号一番町一丁目3号線               | 市道青葉1238号一番町一丁目3号線                                             | 市道青葉1157号東一番丁線 | 東一番丁通り |                    | 一番町一丁目 |
|                                               | 市道青葉1240号一番町一丁目5号線                                             | 市道青葉1157号東一番丁線 | 東一番丁通り |                    | 一番町一丁目 |
|                                               | 市道青葉1241号袋町線 ＜奥州街道＞                                           | 市道青葉1157号東一番丁線 | 東一番丁通り |                    | 一番町一丁目 |
| 市道青葉1163号片平五橋通線＜五ツ橋通＞        |                                                                             | 市道青葉1157号東一番丁線 | 東一番丁通り |                    | 一番町一丁目 |
| 市道青葉1239号一番町一丁目4号線＜道場小路＞   |                                                                             |                          |              |                    |              |